# Claudia Rueda
María Claudia Rueda Gómez más conocida como Claudia Rueda (Bogotá), es una abogada, escritora e ilustradora de cuentos infantiles.

## Biografía
Desde muy pequeña tuvo una gran inclinación hacia las artes, un gran gusto y curiosidad por el dibujo y aunque no tuvo mucho acceso a literatura infantil pudo leer algunos libros de cuentos de Oscar Wilde, la recopilación de los relatos de Grimm y Andersen, Marguerite Yourcenar, Dostoievski, Lewis Carroll, Borges, Coetzee, Roald Dahl y otros tantos que la inspiraron para más adelante realizarse en su carrera.
Estudió Derecho y Arte al mismo tiempo, y luego en Estados Unidos estudió escritura creativa, ilustración de libros infantiles y diseño gráfico por computación.

## Acerca de su obra
Sus libros han sido publicados por editoriales en Estados Unidos, España, México y Colombia, y han sido traducidos a varios idiomas como el francés, italiano, alemán, danés, portugués, coreano y chino. También ha realizado cartillas educativas para la Comunidad Europea y entidades como UNICEF.

## Libros
- Historia Gráfica Del Derecho Romano (1992)
- Tres ciegos y un elefante (2003).[1]
- La suerte de Ozu (Fondo de cultura económica de España, S.L., 2004).
- ¡Vaya apetito tiene el zorrito! (RBA libros, 2007).
- Dos ratones, una rata y un queso (Océano, 2008).
- La vida salvaje: diario de una aventura (Océano, 2008).
- Un día de lluvia (Océano, 2009).
- Formas (Los libros de Homero, 2009).
- PUM (Océano, 2010).
- Todo es relativo (Océano, 2012).

•Ahí estabas (Océano, 2014).

## Premios
- 2002 y 2003 Premio de la Conferencia Anual de SCBWI (Society of Children’s Book Writers and Illustrators) en Nueva York
- Mención de Honor en el Concurso “A la Orilla del Viento” del Fondo de Cultura Económica.
- Oppenheim Platinum Award en literatura infantil de la Universidad de Connecticut.
- Billie Levy Research Grant en literatura infantil de la Universidad de Connecticut.[4]